# Mount Schwerdtfeger
Mount Schwerdtfeger ist ein 2950 m hoher Berg im ostantarktischen Viktorialand. In der Royal Society Range ragt er 2,8 km südlich des Mount Kempe aus dem Gebirgskamm am Kopfende des Renegar-Gletschers auf.
Das Advisory Committee on Antarctic Names benannte ihn 1994 nach dem deutschen Meteorologen Werner Schwerdtfeger (1909–1985) von der University of Wisconsin–Madison, treibende Kraft bei der Wettererkundung in Antarktika und Experte für die Windverhältnisse östlich der Antarktischen Halbinsel.